# Ponte della Costituzione
Ponte della Costituzione (pol. Most Konstytucji) – most stalowy w Wenecji, zbudowany w latach 2003–2007, najmłodszy z czterech mostów nad Canal Grande. Łączy dworzec kolejowy Venezia Santa Lucia z placem Piazzale Roma. Zaprojektował go hiszpański architekt Santiago Calatrava. Nazwę otrzymał z okazji 60. rocznicy wejścia w życie Konstytucji Włoch.

## Historia
W 1999 roku Gmina Wenecja zleciła architektowi i inżynierowi Santiagowi Calatravie przygotowanie architektonicznego i inżynierskiego projektu czwartego mostu na Canal Grande. Calatrava opracował projekt zgodnie z zasadami i przepisami oraz we współpracy z agencjami i licznymi organami państwowymi i komunalnymi (Koleje Państwowe, ACTV, Stowarzyszenie Osób Niepełnosprawnych, Straż Pożarna, Policja, i inne). Projekt ten został następnie poddany rewizji i szczegółowym badaniom przez Stowarzyszenie na rzecz Ochrony Wenecji i Komisję ds. Nadzoru nad artystycznym i kulturowym dziedzictwem Wenecji. Z projektem zapoznał się zwłaszcza niezależny organ, ICMQ, uznając go za zgodny z obowiązującymi przepisami. Projekt wykonawczy został następnie zatwierdzony przez Gminę Wenecja. Na tej podstawie przygotowano wszystkie procedury dotyczące dokumentacji przetargowej projektu, ustanawiając wymogi dla wszystkich firm biorących udział w konkursie. Szacunkowy kosztorys budowy wahał się między 4 a 4,5 miliona euro. Prace budowlane rozpoczęły się w 2003 roku. Ze strony Gminy realizację projektu nadzorowała grupa pod przewodnictwem Roberta Scibilii, natomiast od strony architektonicznej i artystycznej za realizację odpowiadał projektant. Budowa została ukończona w listopadzie 2007 roku.
Most początkowo nosił nazwę Quarto Ponte sul Canal Grande (Czwarty Most na Canal Grande), ale zgodnie z sugestią burmistrza Massima Cacciariego, wyrażoną na forum Zarządu Gminy otrzymał we wrześniu 2008 roku nazwę Ponte della Costituzione (Most Konstytucji). Postanowiono w ten sposób podkreślić znaczenie Konstytucji Włoch w 60. rocznicę jej wejścia w życie. Zwracano przy tym uwagę na fakt, iż wymagania dotyczące ochrony wartości historycznych i kulturowych w Wenecji znalazły również uznanie w podstawowych zasadach Konstytucji.
Most zainaugurowano 11 września 2008 roku, tuż przed północą. Podczas inauguracji burmistrz Massimo Cacciari wyraził opinię, iż nowy most będzie wielkim dziełem współczesnej architektury w Wenecji, mogącym konkurować z rzymskim kościołem Trinità dei Monti. Wtórował mu Santiago Calatrava, nazywając most swoim najpiękniejszym projektem. Krytycy z kolei podnosili fakt dużych kosztów budowy mostu – 11 milionów euro plus dodatkowy milion na budowę kolejki gondolowej w celu przystosowania mostu do potrzeb osób niepełnosprawnych.

## Lokalizacja i dane techniczne

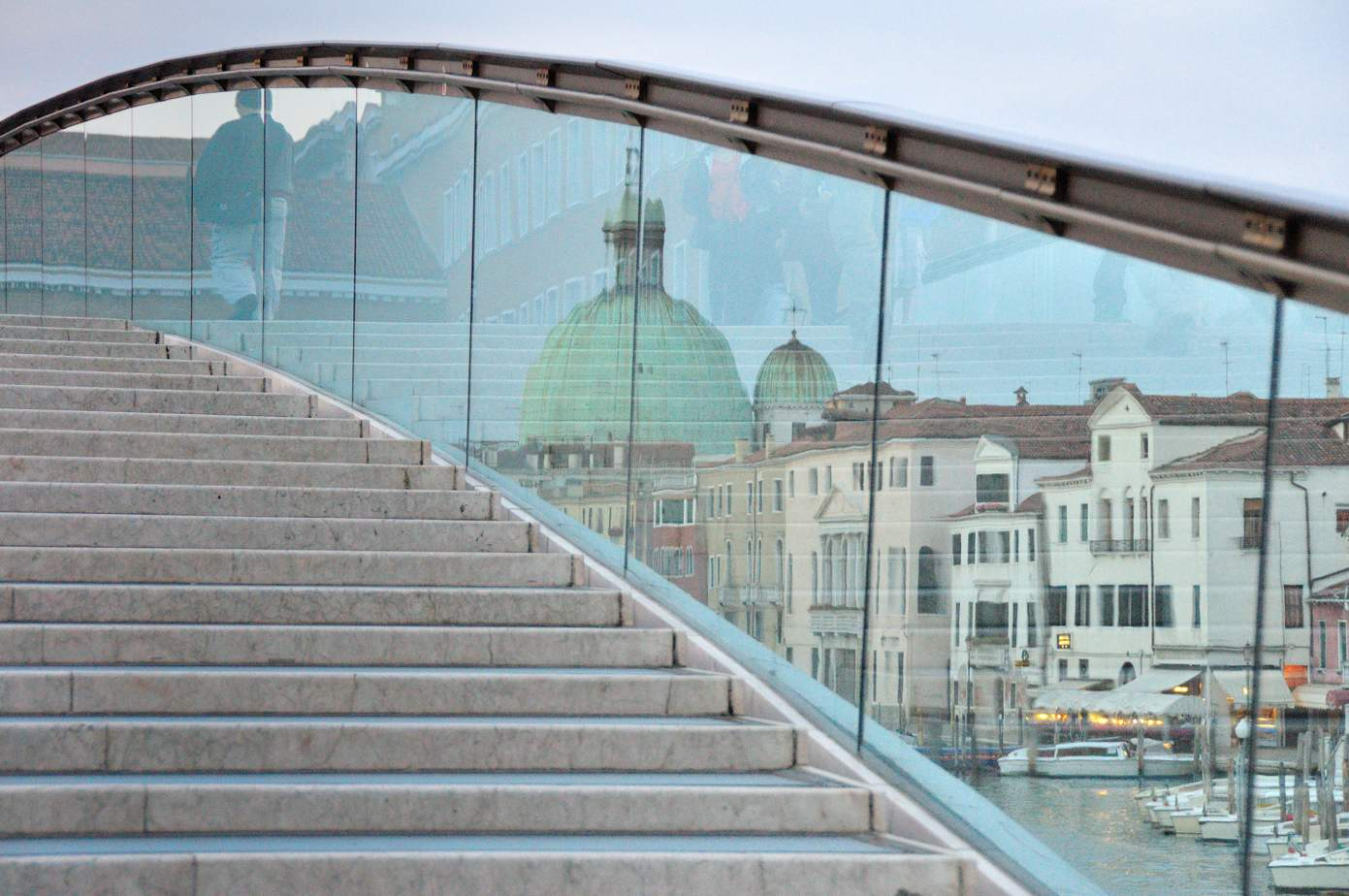
Schody oraz szklane balustrady z poręczami z brązu

Most Konstytucji jest przeznaczony dla pieszych. Łączy od północy dworzec kolejowy Venezia Santa Lucia z położonym od strony południowej placem Piazzale Roma, na którym znajduje się parking dla autokarów i samochodów osobowych. Przybywającym daje pierwsze wrażenie miasta, ukazując panoramiczny widok Canal Grande. Ma 94 m długości, natomiast rozpiętość między jego przyczółkami wynosi 81 m. Szerokość waha się od 5,58 m po obu stronach wejścia do 9,38 m w środkowej części. Wznosi się na wysokość od 3,20 m na brzegach do 9,28 metrów w części środkowej. Elementy konstrukcyjne, wykonane w całości ze stali, składają się z łuku centralnego o promieniu 180 m, dwóch łuków bocznych i dwóch dolnych. Łuki połączone są belkami wykonanymi ze stalowych rur i blach. Schody i pokład mostu składają się z ułożonych naprzemiennie odcinków szkła hartowanego i kamienia z Istrii, które to rozwiązanie zastosowano na innych mostach w Wenecji. Balustrady wykonane zostały ze szkła, a ich poręcze – z brązu. Poręcze oświetlają w nocy lampy fluorescencyjne, zwiększając efekt dzięki światłu pochodzącemu z dołu, od podświetlonego, przezroczystego pokładu. Zadbano o połączenie mostu z nabrzeżami na obu brzegach Canal Grande. Stopnie schodów i rampy zostały tak zaprojektowane, aby maksymalnie ożywić obie strony kanału, a ramiona w kształcie półksiężyców umożliwiają pieszym dostęp do nabrzeży. Od strony południowej przewidziano również nowe przejście między Piazzale Roma, a miejscami cumowania firmy przewozowej ACTV.